# Premi Tony al millor musical
Aquesta és una llista dels guanyadors i dels nominats del Premi Tony a Millor Musical, que s'atorga per primera vegada el 1949.

## Premis i nominacions

### 1940s
| Any                 | Musical                | Llibret     | Música      | Lletres |
| ------------------- | ---------------------- | ----------- | ----------- | ------- |
| 1949 3r Premis Tony |                        |             |             |         |
| Kiss Me, Kate       | Bella i Samuel Spewack | Cole Porter | Cole Porter |         |

### 1950s
| Any                   | Musical                                              | Llibret                    | Música                      | Lletres |
| --------------------- | ---------------------------------------------------- | -------------------------- | --------------------------- | ------- |
| 1950 4ts Premis Tony  |                                                      |                            |                             |         |
| South Pacific †       | Oscar Hammerstein II i Joshua Logan                  | Richard Rodgers            | Hammerstein                 |         |
| 1951 5ns Premis Tony  |                                                      |                            |                             |         |
| Guys and Dolls        | Abe Burrows i Jo Swerling                            | Frank Loesser              | Frank Loesser               |         |
| 1952 6ns Premis Tony  |                                                      |                            |                             |         |
| The King and I        | Oscar Hammerstein II                                 | Richard Rodgers            | Hammerstein                 |         |
| 1953 7ns Premis Tony  |                                                      |                            |                             |         |
| Wonderful Town        | Jerome Chodorov i Joseph Fields                      | Leonard Bernstein          | Betty Comden i Adolph Green |         |
| 1954 8ns Premis Tony  |                                                      |                            |                             |         |
| Kismet                | Luther Davis i Charles Lederer                       | Alexander Borodin          | Chet Forrest i Bob Wright   |         |
| 1955 9ns Premis Tony  |                                                      |                            |                             |         |
| The Pajama Game       | George Abbott i Richard Pike Bissell                 | Richard Adler i Jerry Ross | Richard Adler i Jerry Ross  |         |
| 1956 10ns Premis Tony |                                                      |                            |                             |         |
| Damn Yankees          | George Abbott i Douglass Wallop                      | Richard Adler              | Jerry Ross                  |         |
| Pipe Dream            | Oscar Hammerstein II                                 | Richard Rodgers            | Hammerstein                 |         |
| 1957 11ns Premis Tony |                                                      |                            |                             |         |
| My Fair Lady          | Alan Jay Lerner                                      | Frederick Loewe            | Lerner                      |         |
| Bells Are Ringing     | Betty Comden i Adolph Green                          | Jule Styne                 | Comden i Green              |         |
| Candide               | Lillian Hellman                                      | Leonard Bernstein          | Richard Wilbur              |         |
| The Most Happy Fella  | Frank Loesser                                        | Frank Loesser              | Frank Loesser               |         |
| 1958 12ns Premis Tony |                                                      |                            |                             |         |
| The Music Man         | Franklin Lacey i Meredith Willson                    | Willson                    | Willson                     |         |
| West Side Story       | Arthur Laurents                                      | Leonard Bernstein          | Stephen Sondheim            |         |
| New Girl in Town      | George Abbott                                        | Bob Merrill                | Bob Merrill                 |         |
| Oh, Captain!          | José Ferrer i Al Morgan                              | Ray Evans i Jay Livingston | Ray Evans i Jay Livingston  |         |
| Jamaica               | Yip Harburg i Fred Saidy                             | Harold Arlen               | Harburg                     |         |
| 1959 13ns Premis Tony |                                                      |                            |                             |         |
| Redhead               | Dorothy, Herbert Fields, David Shaw i Sidney Sheldon | Albert Hague               | D. Fields                   |         |
| Flower Drum Song      | Joseph Fields i Oscar Hammerstein II                 | Richard Rodgers            | Hammerstein                 |         |
| La Plume de Ma Tante  | Robert Dhéry                                         | Gérard Calvi               | Ross Parker                 |         |

### 1960s
| Any                                                | Musical                                                       | Llibret                          | Música                           | Lletres |
| -------------------------------------------------- | ------------------------------------------------------------- | -------------------------------- | -------------------------------- | ------- |
| 1960 14è Premis Tony                               |                                                               |                                  |                                  |         |
| The Sound of Music                                 | Russel Crouse i Howard Lindsay                                | Richard Rodgers                  | Oscar Hammerstein II             |         |
| Fiorello! †                                        | George Abbott i Jerome Weidman                                | Jerry Bock                       | Sheldon Harnick                  |         |
| Gypsy                                              | Arthur Laurents                                               | Jule Styne                       | Stephen Sondheim                 |         |
| Once Upon a Mattress                               | Marshall Barer, Dean Fuller i Jay Thompson                    | Mary Rodgers                     | Barer                            |         |
| Take Me Along                                      | Bob Russell i Joseph Stein                                    | Bob Merrill                      | Bob Merrill                      |         |
| 1961 15è Premis Tony                               |                                                               |                                  |                                  |         |
| Bye Bye Birdie                                     | Michael Stewart                                               | Charles Strouse                  | Lee Adams                        |         |
| Do Re Mi                                           | Garson Kanin                                                  | Jule Styne                       | Betty Comden i Adolph Green      |         |
| Irma La Douce                                      | Alexandre Breffort, David Heneker, Julian More i Monty Norman | Marguerite Monnot                | Breffort, Heneker, More i Norman |         |
| 1962 16è Premis Tony                               |                                                               |                                  |                                  |         |
| How to Succeed in Business Without Really Trying † | Abe Burrows, Willie Gilbert i Jack Weinstock                  | Frank Loesser                    | Frank Loesser                    |         |
| Carnival!                                          | Helen Deutsch i Michael Stewart                               | Bob Merrill                      | Bob Merrill                      |         |
| Milk and Honey                                     | Don Appell                                                    | Jerry Herman                     | Jerry Herman                     |         |
| No Strings                                         | Samuel A. Taylor                                              | Richard Rodgers                  | Richard Rodgers                  |         |
| 1963 17è Premis Tony                               |                                                               |                                  |                                  |         |
| Golfus de Roma                                     | Larry Gelbart i Burt Shevelove                                | Stephen Sondheim                 | Stephen Sondheim                 |         |
| Little Me                                          | Neil Simon                                                    | Cy Coleman                       | Carolyn Leigh                    |         |
| Oliver!                                            | Lionel Bart                                                   | Lionel Bart                      | Lionel Bart                      |         |
| Stop the World – I Want to Get Off                 | Leslie Bricusse i Anthony Newley                              | Leslie Bricusse i Anthony Newley | Leslie Bricusse i Anthony Newley |         |
| 1964 18è Premis Tony                               |                                                               |                                  |                                  |         |
| Hello, Dolly!                                      | Michael Stewart                                               | Jerry Herman                     | Jerry Herman                     |         |
| Funny Girl                                         | Isobel Lennart                                                | Jule Styne                       | Bob Merrill                      |         |
| High Spirits                                       | Timothy Gray i Hugh Martin                                    | Timothy Gray i Hugh Martin       | Timothy Gray i Hugh Martin       |         |
| She Loves Me                                       | Joe Masteroff                                                 | Jerry Bock                       | Sheldon Harnick                  |         |
| 1965 19è Premis Tony                               |                                                               |                                  |                                  |         |
| Fiddler on the Roof                                | Joseph Stein                                                  | Jerry Bock                       | Sheldon Harnick                  |         |
| Golden Boy                                         | William Gibson i Clifford Odets                               | Charles Strouse                  | Lee Adams                        |         |
| Half a Sixpence                                    | Beverley Cross                                                | David Heneker                    | David Heneker                    |         |
| Oh, What a Lovely War!                             | Joan Littlewood i Theatre Workshop                            | Diversos                         | Diversos                         |         |
| 1966 20è Premis Tony                               |                                                               |                                  |                                  |         |
| Man of La Mancha                                   | Dale Wasserman                                                | Mitch Leigh                      | Joe Darion                       |         |
| Mame                                               | Jerome Lawrence i Robert E. Lee                               | Jerry Herman                     | Jerry Herman                     |         |
| Skyscraper                                         | Peter Stone                                                   | Jimmy Van Heusen                 | Sammy Cahn                       |         |
| Sweet Charity                                      | Neil Simon                                                    | Cy Coleman                       | Dorothy Fields                   |         |
| 1967 21è Premis Tony                               |                                                               |                                  |                                  |         |
| Cabaret                                            | Joe Masteroff                                                 | John Kander                      | Fred Ebb                         |         |
| I Do! I Do!                                        | Tom Jones                                                     | Harvey Schmidt                   | Jones                            |         |
| The Apple Tree                                     | Jerry Bock i Sheldon Harnick                                  | Bock                             | Harnick                          |         |
| Walking Happy                                      | Ketti Frings i Roger O. Hirson                                | Jimmy Van Heusen                 | Sammy Cahn                       |         |
| 1968 22è Premis Tony                               |                                                               |                                  |                                  |         |
| Hallelujah, Baby!                                  | Arthur Laurents                                               | Jule Styne                       | Betty Comden i Adolph Green      |         |
| The Happy Time                                     | N. Richard Nash                                               | John Kander                      | Fred Ebb                         |         |
| How Now, Dow Jones                                 | Max Shulman                                                   | Elmer Bernstein                  | Carolyn Leigh                    |         |
| Illya Darling                                      | Jules Dassin                                                  | Manos Hatzidakis                 | Joe Darion                       |         |
| 1969 23è Premis Tony                               |                                                               |                                  |                                  |         |
| 1776                                               | Peter Stone                                                   | Sherman Edwards                  | Sherman Edwards                  |         |
| Hair                                               | James Rado i Gerome Ragni                                     | Galt MacDermot                   | Rado                             |         |
| Promises, Promises                                 | Neil Simon                                                    | Burt Bacharach                   | Hal David                        |         |
| Zorba                                              | Joseph Stein                                                  | John Kander                      | Fred Ebb                         |         |

### 1970s
| Any                                            | Musical                                                 | Llibret                                    | Música                                     | Lletres |
| ---------------------------------------------- | ------------------------------------------------------- | ------------------------------------------ | ------------------------------------------ | ------- |
| 1970 24ns Premis Tony                          |                                                         |                                            |                                            |         |
| Applause                                       | Betty Comden i Adolph Green                             | Charles Strouse                            | Lee Adams                                  |         |
| Coco                                           | Alan Jay Lerner                                         | André Previn                               | Lerner                                     |         |
| Purlie                                         | Ossie Davis, Philip Rose i Peter Udell                  | Gary Geld                                  | Udell                                      |         |
| 1971 25è Premis Tony                           |                                                         |                                            |                                            |         |
| Company                                        | George Furth                                            | Stephen Sondheim                           | Stephen Sondheim                           |         |
| The Me Nobody Knows                            | Stephen M. Joseph, Robert H. Livingston i Herb Schapiro | Gary William Friedman                      | Will Holt                                  |         |
| The Rothschilds                                | Sherman Yellen                                          | Jerry Bock                                 | Sheldon Harnick                            |         |
| 1972 26è Premis Tony                           |                                                         |                                            |                                            |         |
| Two Gentlemen of Verona                        | John Guare i Mel Shapiro                                | Galt MacDermot                             | Guare                                      |         |
| Ain't Supposed to Die a Natural Death          | Block                                                   | Block                                      | Block                                      |         |
| Follies                                        | James Goldman                                           | Stephen Sondheim                           | Stephen Sondheim                           |         |
| Grease                                         | Warren Casey i Jim Jacobs                               | Warren Casey i Jim Jacobs                  | Warren Casey i Jim Jacobs                  |         |
| 1973 27è Premis Tony                           |                                                         |                                            |                                            |         |
| A Little Night Music                           | Hugh Wheeler                                            | Stephen Sondheim                           | Stephen Sondheim                           |         |
| Don't Bother Me, I Can't Cope                  | Micki Grant                                             | Micki Grant                                | Micki Grant                                |         |
| Pippin                                         | Bob Fosse i Roger O. Hirson                             | Stephen Schwartz                           | Stephen Schwartz                           |         |
| Sugar                                          | Peter Stone                                             | Jule Styne                                 | Bob Merrill                                |         |
| 1974 28è Premis Tony                           |                                                         |                                            |                                            |         |
| Raisin                                         | Robert Nemiroff i Charlotte Zaltzberg                   | Judd Woldin                                | Robert Brittan                             |         |
| Over Here!                                     | Will Holt                                               | Sherman Brothers                           | Sherman Brothers                           |         |
| Seesaw                                         | Michael Bennett                                         | Cy Coleman                                 | Dorothy Fields                             |         |
| 1975 29è Premis Tony                           |                                                         |                                            |                                            |         |
| The Wiz                                        | William F. Brown                                        | Charlie Smalls                             | Charlie Smalls                             |         |
| Mack and Mabel                                 | Michael Stewart                                         | Jerry Herman                               | Jerry Herman                               |         |
| The Lieutenant                                 | Gene Curty, Nitra Scharfman i Chuck Strand              | Gene Curty, Nitra Scharfman i Chuck Strand | Gene Curty, Nitra Scharfman i Chuck Strand |         |
| Shenandoah                                     | James Lee Barrett, Philip Rose i Peter Udell            | Gary Geld                                  | Udell                                      |         |
| 1976 30è Premis Tony                           |                                                         |                                            |                                            |         |
| A Chorus Line †                                | James Kirkwood Jr. i Nicholas Dante                     | Marvin Hamlisch                            | Ed Kleban                                  |         |
| Bubbling Brown Sugar                           | Loften Mitchell                                         | Diversos                                   | Diversos                                   |         |
| Chicago                                        | Fred Ebb i Bob Fosse                                    | John Kander                                | Ebb                                        |         |
| Pacific Overtures                              | John Weidman                                            | Stephen Sondheim                           | Stephen Sondheim                           |         |
| 1977 31è Premis Tony                           |                                                         |                                            |                                            |         |
| Annie                                          | Thomas Meehan                                           | Charles Strouse                            | Martin Charnin                             |         |
| Happy End                                      | Elisabeth Hauptmann                                     | Kurt Weill                                 | Bertolt Brecht                             |         |
| I Love My Wife                                 | Michael Stewart                                         | Cy Coleman                                 | Stewart                                    |         |
| Side by Side by Sondheim                       | N/D                                                     | Stephen Sondheim                           | Stephen Sondheim                           |         |
| 1978 32è Premis Tony                           |                                                         |                                            |                                            |         |
| Ain't Misbehavin'                              | Murray Horwitz i Richard Maltby Jr.                     | Fats Waller                                | Diversos                                   |         |
| Dancin'                                        | N/D                                                     | Diversos                                   | Diversos                                   |         |
| On the Twentieth Century                       | Betty Comden i Adolph Green                             | Cy Coleman                                 | Comden i Green                             |         |
| Runaways                                       | Elizabeth Swados                                        | Elizabeth Swados                           | Elizabeth Swados                           |         |
| 1979 33è Premis Tony                           |                                                         |                                            |                                            |         |
| Sweeney Todd: The Demon Barber of Fleet Street | Hugh Wheeler                                            | Stephen Sondheim                           | Stephen Sondheim                           |         |
| Ballroom                                       | Jerome Kass                                             | Billy Goldenberg                           | Alan i Marilyn Bergman                     |         |
| The Best Little Whorehouse in Texas            | Larry L. King i Peter Masterson                         | Carol Hall                                 | Carol Hall                                 |         |
| They're Playing Our Song                       | Neil Simon                                              | Marvin Hamlisch                            | Carole Bayer Sager                         |         |

### 1980s
| Any                                          | Musical                                                                      | Llibret                                                                      | Música                                                                       | Lletres |
| -------------------------------------------- | ---------------------------------------------------------------------------- | ---------------------------------------------------------------------------- | ---------------------------------------------------------------------------- | ------- |
| 1980 34è Premis Tony                         |                                                                              |                                                                              |                                                                              |         |
| Evita                                        | Tim Rice                                                                     | Andrew Lloyd Webber                                                          | Rice                                                                         |         |
| A Day in Hollywood / A Night in the Ukraine  | Dick Vosburgh                                                                | Frank Lazarus                                                                | Vosburgh                                                                     |         |
| Barnum                                       | Mark Bramble                                                                 | Cy Coleman                                                                   | Michael Stewart                                                              |         |
| Sugar Babies                                 | Ralph G. Allen                                                               | Jimmy McHugh                                                                 | Al Dubin i Dorothy Fields                                                    |         |
| 1981 35è Premis Tony                         |                                                                              |                                                                              |                                                                              |         |
| 42nd Street                                  | Mark Bramble i Michael Stewart                                               | Harry Warren                                                                 | Al Dubin                                                                     |         |
| Sophisticated Ladies                         | Donald McKayle                                                               | Duke Ellington                                                               | Diversos                                                                     |         |
| Tintypes                                     | Mel Marvin i Gary Pearle                                                     | Diversos                                                                     | Diversos                                                                     |         |
| Woman of the Year                            | Peter Stone                                                                  | John Kander                                                                  | Fred Ebb                                                                     |         |
| 1982 36è Premis Tony                         |                                                                              |                                                                              |                                                                              |         |
| Nine                                         | Arthur Kopit                                                                 | Maury Yeston                                                                 | Maury Yeston                                                                 |         |
| Dreamgirls                                   | Tom Eyen                                                                     | Henry Krieger                                                                | Eyen                                                                         |         |
| Joseph and the Amazing Technicolor Dreamcoat | Tim Rice                                                                     | Andrew Lloyd Webber                                                          | Rice                                                                         |         |
| Pump Boys and Dinettes                       | John Foley, Mark Hardwick, Debra Monk, Cass Morgan, John Schimmel i Jim Wann | John Foley, Mark Hardwick, Debra Monk, Cass Morgan, John Schimmel i Jim Wann | John Foley, Mark Hardwick, Debra Monk, Cass Morgan, John Schimmel i Jim Wann |         |
| 1983 37è Premis Tony                         |                                                                              |                                                                              |                                                                              |         |
| Cats                                         | T. S. Eliot                                                                  | Andrew Lloyd Webber                                                          | Eliot i Trevor Nunn                                                          |         |
| Blues in the Night                           | N/D                                                                          | Diversos                                                                     | Diversos                                                                     |         |
| Merlin                                       | Richard Levinson i William Link                                              | Elmer Bernstein                                                              | Don Black                                                                    |         |
| My One and Only                              | Timothy S. Mayer i Peter Stone                                               | George Gershwin                                                              | Ira Gershwin                                                                 |         |
| 1984 38è Premis Tony                         |                                                                              |                                                                              |                                                                              |         |
| La Cage aux Folles                           | Harvey Fierstein                                                             | Jerry Herman                                                                 | Jerry Herman                                                                 |         |
| Baby                                         | Sybille Pearson                                                              | David Shire                                                                  | Richard Maltby Jr.                                                           |         |
| Sunday in the Park with George †             | James Lapine                                                                 | Stephen Sondheim                                                             | Stephen Sondheim                                                             |         |
| The Tap Dance Kid                            | Charles Blackwell                                                            | Henry Krieger                                                                | Robert Lorick                                                                |         |
| 1985 39è Premis Tony                         |                                                                              |                                                                              |                                                                              |         |
| Big River                                    | William Hauptman                                                             | Roger Miller                                                                 | Roger Miller                                                                 |         |
| Grind                                        | Fay Kanin                                                                    | Larry Grossman                                                               | Ellen Fitzhugh                                                               |         |
| Leader of the Pack                           | Anne Beatts                                                                  | Ellie Greenwich                                                              | Diversos                                                                     |         |
| Quilters                                     | Barbara Damashek i Molly Newman                                              | Damashek                                                                     | Damashek                                                                     |         |
| 1986 40è Premis Tony                         |                                                                              |                                                                              |                                                                              |         |
| The Mystery of Edwin Drood                   | Rupert Holmes                                                                | Rupert Holmes                                                                | Rupert Holmes                                                                |         |
| Big Deal                                     | Bob Fosse                                                                    | Diversos                                                                     | Diversos                                                                     |         |
| Song and Dance                               | N/D                                                                          | Andrew Lloyd Webber                                                          | Don Black                                                                    |         |
| Tango Argentino                              | N/D                                                                          | Diversos                                                                     | Diversos                                                                     |         |
| 1987 41è Premis Tony                         |                                                                              |                                                                              |                                                                              |         |
| Les Misérables                               | Alain Boublil i Claude-Michel Schönberg                                      | Schönberg                                                                    | Herbert Kretzmer                                                             |         |
| Me and My Girl                               | Douglas Furber i L. Arthur Rose                                              | Noel Gay                                                                     | Furber i Rose                                                                |         |
| Rags                                         | Joseph Stein                                                                 | Charles Strouse                                                              | Stephen Schwartz                                                             |         |
| Starlight Express                            | N/D                                                                          | Andrew Lloyd Webber                                                          | Richard Stilgoe                                                              |         |
| 1988 42è Premis Tony                         |                                                                              |                                                                              |                                                                              |         |
| The Phantom of the Opera                     | Richard Stilgoe i Andrew Lloyd Webber                                        | Webber                                                                       | Charles Hart                                                                 |         |
| Into the Woods                               | James Lapine                                                                 | Stephen Sondheim                                                             | Stephen Sondheim                                                             |         |
| Romance/Romance                              | Barry Harman                                                                 | Keith Herrmann                                                               | Harman                                                                       |         |
| Sarafina!                                    | Mbongeni Ngema                                                               | Mbongeni Ngema                                                               | Mbongeni Ngema                                                               |         |
| 1989 43è Premis Tony                         |                                                                              |                                                                              |                                                                              |         |
| Jerome Robbins' Broadway                     | N/A                                                                          | Diversos                                                                     | Diversos                                                                     |         |
| Black and Blue                               | N/D                                                                          | Diversos                                                                     | Diversos                                                                     |         |
| Starmites                                    | Barry Keating i Stuart Ross                                                  | Keating                                                                      | Keating                                                                      |         |

### 1990s
| Any                                   | Musical                                                               | Llibret                                 | Música                                  | Lletres |
| ------------------------------------- | --------------------------------------------------------------------- | --------------------------------------- | --------------------------------------- | ------- |
| 1990 44ns Premis Tony                 |                                                                       |                                         |                                         |         |
| City of Angels                        | Larry Gelbart                                                         | Cy Coleman                              | David Zippel                            |         |
| Aspects of Love                       | Andrew Lloyd Webber                                                   | Andrew Lloyd Webber                     | Don Black i Charles Hart                |         |
| Grand Hotel                           | Luther Davis                                                          | Chet Forrest, Bob Wright i Maury Yeston | Chet Forrest, Bob Wright i Maury Yeston |         |
| Meet Me in St. Louis                  | Hugh Wheeler                                                          | Ralph Blane i Hugh Martin               | Ralph Blane i Hugh Martin               |         |
| 1991 45è Premis Tony                  |                                                                       |                                         |                                         |         |
| The Will Rogers Follies               | Peter Stone                                                           | Cy Coleman                              | Betty Comden i Adolph Green             |         |
| Miss Saigon                           | Alain Boublil i Claude-Michel Schönberg                               | Schönberg                               | Boublil i Richard Maltby Jr.            |         |
| Once on This Island                   | Lynn Ahrens                                                           | Stephen Flaherty                        | Ahrens                                  |         |
| The Secret Garden                     | Marsha Norman                                                         | Lucy Simon                              | Norman                                  |         |
| 1992 46è Premis Tony                  |                                                                       |                                         |                                         |         |
| Crazy for You                         | Ken Ludwig                                                            | George Gershwin                         | Ira Gershwin                            |         |
| Falsettos                             | William Finn i James Lapine                                           | Finn                                    | Finn                                    |         |
| Five Guys Named Moe                   | Clarke Peters                                                         | Various                                 | Various                                 |         |
| Jelly's Last Jam                      | George C. Wolfe                                                       | Jelly Roll Morton                       | Susan Birkenhead                        |         |
| 1993 47è Premis Tony                  |                                                                       |                                         |                                         |         |
| Kiss of the Spider Woman              | Terrence McNally                                                      | John Kander                             | Fred Ebb                                |         |
| Blood Brothers                        | Willy Russell                                                         | Willy Russell                           | Willy Russell                           |         |
| The Goodbye Girl                      | Neil Simon                                                            | Marvin Hamlisch                         | David Zippel                            |         |
| The Who's Tommy                       | Des McAnuff i Pete Townshend                                          | Townshend                               | Townshend                               |         |
| 1994 48è Premis Tony                  |                                                                       |                                         |                                         |         |
| Passion                               | James Lapine                                                          | Stephen Sondheim                        | Stephen Sondheim                        |         |
| A Grand Night for Singing             | Walter Bobbie                                                         | Richard Rodgers                         | Oscar Hammerstein II                    |         |
| Beauty and the Beast                  | Linda Woolverton                                                      | Alan Menken                             | Howard Ashman i Tim Rice                |         |
| Cyrano: The Musical                   | Koen van Dijk                                                         | Ad van Dijk                             | K. van Dijk                             |         |
| 1995 49è Premis Tony                  |                                                                       |                                         |                                         |         |
| Sunset Boulevard                      | Christopher Hampton i Don Black                                       | Andrew Lloyd Webber                     | Hampton i Black                         |         |
| Smokey Joe's Cafe                     | N/D                                                                   | Jerry Leiber i Mike Stoller             | Jerry Leiber i Mike Stoller             |         |
| 1996 50è Premis Tony                  |                                                                       |                                         |                                         |         |
| Rent †                                | Jonathan Larson                                                       | Jonathan Larson                         | Jonathan Larson                         |         |
| Bring in 'da Noise, Bring in 'da Funk | Reg E. Gaines                                                         | Ann Duquesnay, Zane Mark i Daryl Waters | Duquesnay, Gaines i George C. Wolfe     |         |
| Chronicle of a Death Foretold         | Graciela Daniele i Jim Lewis                                          | Bob Telson                              | Daniele i Lewis                         |         |
| Swinging on a Star                    | Michael Leeds                                                         | Various                                 | Johnny Burke                            |         |
| 1997 51è Premis Tony                  |                                                                       |                                         |                                         |         |
| Titanic                               | Peter Stone                                                           | Maury Yeston                            | Maury Yeston                            |         |
| Juan Darien                           | Elliot Goldenthal i Julie Taymor                                      | Goldenthal                              | Goldenthal                              |         |
| Steel Pier                            | David Thompson                                                        | John Kander                             | Fred Ebb                                |         |
| The Life                              | Cy Coleman, David Newman i Ira Gasman                                 | Coleman                                 | Gasman                                  |         |
| 1998 52ns Premis Tony                 |                                                                       |                                         |                                         |         |
| The Lion King                         | Roger Allers i Irene Mecchi                                           | Elton John                              | Tim Rice                                |         |
| Side Show                             | Bill Russell                                                          | Henry Krieger                           | Russell                                 |         |
| The Scarlet Pimpernel                 | Nan Knighton                                                          | Frank Wildhorn                          | Knighton                                |         |
| Ragtime                               | Terrence McNally                                                      | Stephen Flaherty                        | Lynn Ahrens                             |         |
| 1999 53ns Premis Tony                 |                                                                       |                                         |                                         |         |
| Fosse                                 | N/A                                                                   | Diversos                                | Diversos                                |         |
| The Civil War                         | Gregory Boyd i Frank Wildhorn                                         | Wildhorn                                | Jack Murphy                             |         |
| It Ain't Nothin' But the Blues        | Charles Bevel, Lita Gaithers, Randal Myler, Ron Taylor i Dan Wheetman | Various                                 | Various                                 |         |
| Parade                                | Alfred Uhry                                                           | Jason Robert Brown                      | Jason Robert Brown                      |         |

### 2000s
| Any                                        | Musical                                 | Llibret                                         | Música                                          | Lletres |
| ------------------------------------------ | --------------------------------------- | ----------------------------------------------- | ----------------------------------------------- | ------- |
| 2000 54è Premis Tony                       |                                         |                                                 |                                                 |         |
| Contact                                    | John Weidman                            | Various                                         | Various                                         |         |
| James Joyce's The Dead                     | Richard Nelson                          | Shaun Davey                                     | Davey i Nelson                                  |         |
| Swing!                                     | Paul Kelley                             | Various                                         | Various                                         |         |
| The Wild Party                             | Michael John LaChiusa i George C. Wolfe | LaChiusa                                        | LaChiusa                                        |         |
| 2001 55è Premis Tony                       |                                         |                                                 |                                                 |         |
| The Producers                              | Mel Brooks i Thomas Meehan              | Brooks                                          | Brooks                                          |         |
| A Class Act                                | Linda Kline i Lonny Price               | Ed Kleban                                       | Ed Kleban                                       |         |
| The Full Monty                             | Terrence McNally                        | David Yazbek                                    | David Yazbek                                    |         |
| Jane Eyre                                  | John Caird                              | Paul Gordon                                     | Caird i Gordon                                  |         |
| 2002 56è Premis Tony                       |                                         |                                                 |                                                 |         |
| Thoroughly Modern Millie                   | Richard Morris i Dick Scanlan           | Jeanine Tesori                                  | Scanlan                                         |         |
| Mamma Mia!                                 | Catherine Johnson                       | Benny Andersson i Björn Ulvaeus                 | Benny Andersson i Björn Ulvaeus                 |         |
| Sweet Smell of Success                     | John Guare                              | Marvin Hamlisch                                 | Craig Carnelia                                  |         |
| Urinetown                                  | Greg Kotis                              | Mark Hollman                                    | Hollmann i Kotis                                |         |
| 2003 57è Premis Tony                       |                                         |                                                 |                                                 |         |
| Hairspray                                  | Thomas Meehan i Mark O'Donnell          | Marc Shaiman                                    | Shaiman i Scott Wittman                         |         |
| Amour                                      | Jeremy Sams i Didier van Cauwelaert     | Michel Legrand                                  | Sams i Van Cauwelaert                           |         |
| A Year with Frog and Toad                  | Willie Reale                            | Robert Reale                                    | W. Reale                                        |         |
| Movin' Out                                 | Twyla Tharp                             | Billy Joel                                      | Billy Joel                                      |         |
| 2004 58è Premis Tony                       |                                         |                                                 |                                                 |         |
| Avenue Q                                   | Jeff Whitty                             | Robert Lopez i Jeff Marx                        | Robert Lopez i Jeff Marx                        |         |
| The Boy from Oz                            | Martin Sherman                          | Peter Allen                                     | Peter Allen                                     |         |
| Caroline, or Change                        | Tony Kushner                            | Jeanine Tesori                                  | Kushner                                         |         |
| Wicked                                     | Winnie Holzman                          | Stephen Schwartz                                | Stephen Schwartz                                |         |
| 2005 59è Premis Tony                       |                                         |                                                 |                                                 |         |
| Spamalot                                   | Eric Idle                               | John Du Prez i Idle                             | Idle                                            |         |
| Dirty Rotten Scoundrels                    | Jeffrey Lane                            | David Yazbek                                    | David Yazbek                                    |         |
| The Light in the Piazza                    | Craig Lucas                             | Adam Guettel                                    | Adam Guettel                                    |         |
| The 25th Annual Putnam County Spelling Bee | Rachel Sheinkin                         | William Finn                                    | William Finn                                    |         |
| 2006 60ns Premis Tony                      |                                         |                                                 |                                                 |         |
| Jersey Boys                                | Marshall Brickman i Rick Elice          | Bob Crewe i Bob Gaudio                          | Bob Crewe i Bob Gaudio                          |         |
| The Color Purple                           | Marsha Norman                           | Stephen Bray, Brenda Russell i Allee Willis     | Stephen Bray, Brenda Russell i Allee Willis     |         |
| The Drowsy Chaperone                       | Bob Martin i Don McKellar               | Lisa Lambert i Greg Morrison                    |                                                 |         |
| The Wedding Singer                         | Chad Beguelin i Tim Herlihy             | Matthew Sklar                                   | Beguelin                                        |         |
| 2007 61ns Premis Tony                      |                                         |                                                 |                                                 |         |
| Spring Awakening                           | Steven Sater                            | Duncan Sheik                                    | Sater                                           |         |
| Curtains                                   | Rupert Holmes                           | John Kander                                     | Fred Ebb                                        |         |
| Grey Gardens                               | Doug Wright                             | Scott Frankel                                   | Michael Korie                                   |         |
| Mary Poppins                               | Julian Fellowes                         | Anthony Drewe, Sherman Brothers i George Stiles | Anthony Drewe, Sherman Brothers i George Stiles |         |
| 2008 62ns Premis Tony                      |                                         |                                                 |                                                 |         |
| In the Heights                             | Quiara Alegría Hudes                    | Lin-Manuel Miranda                              | Lin-Manuel Miranda                              |         |
| Cry-Baby                                   | Thomas Meehan i Mark O'Donnell          | Adam Schlesinger                                | David Javerbaum                                 |         |
| Passing Strange                            | Stew                                    | Heidi Rodewald i Stew                           | Stew                                            |         |
| Xanadu                                     | Douglas Carter Beane                    | John Farrar i Jeff Lynne                        | John Farrar i Jeff Lynne                        |         |
| 2009 63ns Premis Tony                      |                                         |                                                 |                                                 |         |
| Billy Elliot the Musical                   | Lee Hall                                | Elton John                                      | Hall                                            |         |
| Next to Normal †                           | Brian Yorkey                            | Tom Kitt                                        | Yorkey                                          |         |
| Rock of Ages                               | Chris D'Arienzo                         | Various                                         | Various                                         |         |
| Shrek The Musical                          | David Lindsay-Abaire                    | Jeanine Tesori                                  | Lindsay-Abaire                                  |         |

### 2010s
| Any                                       | Musical                                                      | Llibret                                              | Música                                               | Lletres |
| ----------------------------------------- | ------------------------------------------------------------ | ---------------------------------------------------- | ---------------------------------------------------- | ------- |
| 2010 64ns Premis Tony                     |                                                              |                                                      |                                                      |         |
| Memphis                                   | Joe DiPietro                                                 | David Bryan                                          | Bryan i DiPietro                                     |         |
| American Idiot                            | Billie Joe Armstrong i Michael Mayer                         | Green Day                                            | Armstrong                                            |         |
| Fela!                                     | Bill T. Jones i Jim Lewis                                    | Fela                                                 | Fela                                                 |         |
| Million Dollar Quartet                    | Colin Escott i Floyd Mutrux                                  | Various                                              | Various                                              |         |
| 2011 65ns Premis Tony                     |                                                              |                                                      |                                                      |         |
| The Book of Mormon                        | Robert Lopez, Trey Parker i Matt Stone                       | Robert Lopez, Trey Parker i Matt Stone               | Robert Lopez, Trey Parker i Matt Stone               |         |
| Catch Me If You Can                       | Terrence McNally                                             | Marc Shaiman                                         | Shaiman i Scott Wittman                              |         |
| The Scottsboro Boys                       | David Thompson                                               | John Kander                                          | Fred Ebb                                             |         |
| Sister Act                                | Bill Steinkellner, Cheri Steinkellner i Douglas Carter Beane | Alan Menken                                          | Glenn Slater                                         |         |
| 2012 66ns Premis Tony                     |                                                              |                                                      |                                                      |         |
| Once                                      | Enda Walsh                                                   | Glen Hansard i Markéta Irglová                       | Glen Hansard i Markéta Irglová                       |         |
| Leap of Faith                             | Janus Cercone i Glenn Slater                                 | Alan Menken                                          | Slater                                               |         |
| Newsies                                   | Harvey Fierstein                                             | Menken                                               | Jack Feldman                                         |         |
| Nice Work If You Can Get It               | Joe DiPietro                                                 | George Gershwin                                      | Ira Gershwin                                         |         |
| 2013 67ns Premis Tony                     |                                                              |                                                      |                                                      |         |
| Kinky Boots                               | Harvey Fierstein                                             | Cyndi Lauper                                         | Cyndi Lauper                                         |         |
| Bring It On: The Musical                  | Jeff Whitty                                                  | Tom Kitt i Lin-Manuel Miranda                        | Amanda Green i Miranda                               |         |
| A Christmas Story: The Musical            | Joseph Robinette                                             | Benj Pasek i Justin Paul                             | Benj Pasek i Justin Paul                             |         |
| Matilda the Musical                       | Dennis Kelly                                                 | Tim Minchin                                          | Tim Minchin                                          |         |
| 2014 68ns Premis Tony                     |                                                              |                                                      |                                                      |         |
| A Gentleman's Guide to Love and Murder    | Robert L. Freedman                                           | Steven Lutvak                                        | Freedman i Lutvak                                    |         |
| After Midnight                            | Jack Viertel                                                 | Various                                              | Various                                              |         |
| Aladdin                                   | Chad Beguelin                                                | Alan Menken                                          | Howard Ashman, Beguelin i Tim Rice                   |         |
| Beautiful: The Carole King Musical        | Douglas McGrath                                              | Gerry Goffin, Carole King, Barry Mann i Cynthia Weil | Gerry Goffin, Carole King, Barry Mann i Cynthia Weil |         |
| 2015 69ns Premis Tony                     |                                                              |                                                      |                                                      |         |
| Fun Home                                  | Lisa Kron                                                    | Jeanine Tesori                                       | Kron                                                 |         |
| An American in Paris                      | Craig Lucas                                                  | George Gershwin                                      | Ira Gershwin                                         |         |
| Something Rotten!                         | Karey Kirkpatrick i John O'Farrell                           | Karey i Wayne Kirkpatrick                            | Karey i Wayne Kirkpatrick                            |         |
| The Visit                                 | Terrence McNally                                             | John Kander                                          | Fred Ebb                                             |         |
| 2016 70ns Premis Tony                     |                                                              |                                                      |                                                      |         |
| Hamilton                                  | Lin-Manuel Miranda                                           | Lin-Manuel Miranda                                   | Lin-Manuel Miranda                                   |         |
| Bright Star                               | Steve Martin                                                 | Edie Brickell i Martin                               | Brickell                                             |         |
| School of Rock                            | Julian Fellowes                                              | Andrew Lloyd Webber                                  | Glenn Slater                                         |         |
| Shuffle Along                             | George C. Wolfe                                              | Eubie Blake i Noble Sissle                           | Eubie Blake i Noble Sissle                           |         |
| Waitress                                  | Jessie Nelson                                                | Sara Bareilles                                       | Sara Bareilles                                       |         |
| 2017 71ns Premis Tony                     |                                                              |                                                      |                                                      |         |
| Dear Evan Hansen                          | Steven Levenson                                              | Benj Pasek i Justin Paul                             | Benj Pasek i Justin Paul                             |         |
| Come from Away                            | David Hein i Irene Sankoff                                   | David Hein i Irene Sankoff                           | David Hein i Irene Sankoff                           |         |
| Groundhog Day                             | Danny Rubin                                                  | Tim Minchin                                          | Tim Minchin                                          |         |
| Natasha, Pierre & The Great Comet of 1812 | Dave Malloy                                                  | Dave Malloy                                          | Dave Malloy                                          |         |
| 2018 72ns Premis Tony                     |                                                              |                                                      |                                                      |         |
| The Band's Visit                          | Itamar Moses                                                 | David Yazbek                                         | David Yazbek                                         |         |
| Frozen                                    | Jennifer Lee                                                 | Kristen Anderson-Lopez i Robert Lopez                | Kristen Anderson-Lopez i Robert Lopez                |         |
| Mean Girls                                | Tina Fey                                                     | Jeff Richmond                                        | Nell Benjamin                                        |         |
| SpongeBob SquarePants                     | Kyle Jarrow                                                  | Various                                              | Various                                              |         |
| 2019 73ns Premis Tony                     |                                                              |                                                      |                                                      |         |
| Hadestown                                 | Anaïs Mitchell                                               | Anaïs Mitchell                                       | Anaïs Mitchell                                       |         |
| Ain't Too Proud                           | Dominique Morisseau                                          | The Temptations                                      | The Temptations                                      |         |
| Beetlejuice                               | Scott Brown i Anthony King                                   | Eddie Perfect                                        | Eddie Perfect                                        |         |
| The Prom                                  | Chad Beguelin i Bob Martin                                   | Matthew Sklar                                        | Beguelin                                             |         |
| Tootsie                                   | Robert Horn                                                  | David Yazbek                                         | David Yazbek                                         |         |

### 2020s
| Any                           | Musical                                                   | Llibret                                                   | Música                                                    | Lletres |     |
| 2020 74ns Premis Tony         |                                                           |                                                           |                                                           |         |     |
| Moulin Rouge! The Musical     | John Logan                                                | Varis                                                     | Varis                                                     |         |     |
| Jagged Little Pill            | Diablo Cody                                               | Alanis Morissette i Glen Ballard                          | Alanis Morissette                                         |         |     |
| Tina: The Tina Turner Musical | Katori Hall, Frank Ketelaar i Kees Prins                  | Varis                                                     | Varis                                                     |         |     |
| 2021 No se celebrà            | N/D                                                       | N/D                                                       | N/D                                                       | N/D     | N/D |
| 2022 75ns Premis Tony         |                                                           |                                                           |                                                           |         |     |
| A Strange Loop †              | Michael R. Jackson                                        | Michael R. Jackson                                        | Michael R. Jackson                                        |         |     |
| Girl from the North Country   | Conor McPherson                                           | Bob Dylan                                                 | Bob Dylan                                                 |         |     |
| MJ                            | Lynn Nottage                                              | Various                                                   | Various                                                   |         |     |
| Mr. Saturday Night            | Billy Crystal, Lowell Ganz i Babaloo Mandel               | Jason Robert Brown                                        | Amanda Green                                              |         |     |
| Paradise Square               | Christina Anderson, Craig Lucas i Larry Kirwan            | Jason Howland                                             | Nathan Tysen i Masi Asare                                 |         |     |
| Six                           | Toby Marlow i Lucy Moss                                   | Toby Marlow i Lucy Moss                                   | Toby Marlow i Lucy Moss                                   |         |     |
| 2023 76ns Premis Tony         |                                                           |                                                           |                                                           |         |     |
| Kimberly Akimbo               | David Lindsay-Abaire                                      | Jeanine Tesori                                            | David Lindsay-Abaire                                      |         |     |
| & Juliet                      | David West Read                                           | Max Martin i diversos altrew                              | Max Martin i diversos altrew                              |         |     |
| New York, New York            | David Thompson & Sharon Washington                        | John Kander                                               | Fred Ebb, Lin-Manuel Miranda, John Kander                 |         |     |
| Shucked                       | Robert Horn                                               | Brandy Clark & Shane McAnally                             | Brandy Clark & Shane McAnally                             |         |     |
| Some Like It Hot              | Matthew López & Amber Ruffin                              | Marc Shaiman                                              | Marc Shaiman & Scott Wittman                              |         |     |
| 2024 77ns Premis Tony         |                                                           |                                                           |                                                           |         |     |
| The Outsiders                 | Adam Rapp i Justin Levine                                 | Jonathan Clay, Zach Chance i Levine                       | Jonathan Clay, Zach Chance i Levine                       |         |     |
| Hell's Kitchen                | Kristoffer Diaz                                           | Alicia Keys i diversos artistes                           | Alicia Keys i diversos artistes                           |         |     |
| Illinoise                     | Justin Peck i Jackie Sibblies Drury                       | Sufjan Stevens                                            | Sufjan Stevens                                            |         |     |
| Suffs                         | Shaina Taub                                               | Shaina Taub                                               | Shaina Taub                                               |         |     |
| Water for Elephants           | Rick Elice                                                | PigPen Theatre Co.                                        | PigPen Theatre Co.                                        |         |     |
| 2025 78ns Premis Tony         |                                                           |                                                           |                                                           |         |     |
| Maybe Happy Ending            | Will Aronson i Hue Park,                                  | Will Aronson i Hue Park,                                  | Will Aronson                                              |         |     |
| Buena Vista Social Club       | Marco Ramirez                                             | Diversos artistes                                         | Diversos artistes                                         |         |     |
| Dead Outlaw                   | Itamar Moses                                              | David Yazbek i Erik Della Penna                           | David Yazbek i Erik Della Penna                           |         |     |
| Death Becomes Her             | Marco Pennette                                            | Julia Mattison i Noel Carey                               | Julia Mattison i Noel Carey                               |         |     |
| Operation Mincemeat           | David Cumming, Felix Hagan, Natasha Hodgson & Zoë Roberts | David Cumming, Felix Hagan, Natasha Hodgson & Zoë Roberts | David Cumming, Felix Hagan, Natasha Hodgson & Zoë Roberts |         |     |

## Rècords
Rècords acumulats al 2019:
- The Sound of Music i Fiorello! són els dos únics musicals que han rebut conjuntament el Tony a Millor Musical (1960)
- Passion és el musical amb menys funcions, amb 280
- Phantom of the Opera és actualment el musical més longeu ja tancat, amb 16 prèvies i 13.981 funcions.[3] La segona posició l'ocupa Cats, també d'Andrew Lloyd Webber, amb 7485 funcions.
- The Producers ha guanyat la majoria dels Tonys, guanyant en 12 categories, incloent el de Millor Musical.
- Hamilton és la producció més nominada de la història dels Tony, amb 16 nominacions.
- Fun Home és el primer musical escrit íntegrament per un conjunt de dones que ha guanyat el Tony al millor musical.
- Hallelujah, Baby! és l'únic musical que ha guanyat el Tony a millor musical un cop ja havia tancat.
- Kiss Me, Kate i Titanic són els únics musicals que han guanyat el Tony a millor musical sense cap altra nominació en les categories d'actuació (en el cas de Kiss Me, Kate, llavors només s'anunciava el nom dels guanyadors)
- L'actual Richard Rodgers Theatre ha allotjat més guanyadors del Tony a millor musical que cap altre teatre a Broadway: Guys and Dolls (1951), Damn Yankees (1956), Redhead (1959), How to Succeed in Business Without Really Trying (1962), 1776 (1969), Raisin (1974), Nine (1982), In the Heights (2008), i Hamilton (2016).
- The Mystery of Edwin Drood va ser el primer guanyador del Tony a millor musical en ser escrit per un únic home, Rupert Holmes. Rent (per Jonathan Larson) i Hamilton (per Lin-Manuel Miranda) també ho han aconseguit. Hadestown és el primer musical escrit íntegrament per una dona, Anaïs Mitchell, que ho assoleix.
- Els 74ns Premis Tony (2020), són la primera cerimònia on només s'han nominat Jukebox musicals